# Педоња (Лука)
Педоња је насеље у Италији у округу Лука, региону Тоскана.
Према процени из 2011. у насељу је живело 120 становника. Насеље се налази на надморској висини од 114 м.